# Maror
Le maror (hébreu : מָרוֹר mârôr « herbe amère ») est un légume amer que la Bible prescrit de consommer avec la viande pascale et des pains azymes. En l’absence de l’offrande pascale, il est devenu l’un des éléments du séder de Pessa'h, figurant en bonne place sur le plat du séder. La tradition rabbinique l’associe à l’amertume de la vie en esclavage dans l’Égypte ancienne.

## Lemarordans la Bible hébraïque
La Bible prescrit d’immoler une bête du menu bétail en offrande à YHWH et d’en manger la chair « rôtie au feu avec des azymes sur des herbes amères » (Ex 12,8). Le terme mērorim, de la racine sémitique m-r-r, n’apparaît qu’en trois occasions dans la Bible hébraïque dont Nb 9,11 qui reprend la substance du verset précédent et en La 3,15 où il comporte un sens figuré, équivalent au mamrorim de Jb 9,18 et aux merorot/mǝrorot de Dt 32,32 ou d'autres occurrences dans le Livre de Job (13,26 & 20,14), ce qui ne permet pas de savoir s’il est générique ou spécifique — les rendus du mot dans les traductions grecque et judéo-araméenne n’enlèvent rien à cette ambiguïté — ni, le cas échéant, le type d’herbes convenant à cette prescription. 
Par ailleurs, la Bible donne à plusieurs reprises la raison pour l’offrande et elle peut se déduire pour les azymes mais rien n’est dit des herbes amères qui n’apparaissent pas indépendamment de ces dernières.

## Lemarordans la littérature rabbinique
Ces questions se posent lourdement après la destruction du second Temple de Jérusalem qui frappe l’offrande pascale d’interdit : Rabban Gamliel décrète que « qui n’a pas dit ces trois choses au cours du [symposion qui a remplacé le] rituel pascal, ne s’en est pas acquitté, et ce sont : la pâque, la maṣṣa et le mārôr » ; la Mishna donne ensuite pour raison au maror que « les Égyptiens ont rendu amère la vie de nos pères en Égypte, » et sa consommation a pour fonction de replacer les convives dans ces conditions afin de mieux goûter ensuite aux délices de la délivrance (Mishna Pessa’him 10:5).  L’on en déduit d’une part que le maror n’a, en l’absence de temple, plus force de loi biblique mais rabbinique (Talmud de Babylone Pessa’him 120a) et d’autre part que la prescription d’en consommer dépend de celle de l’offrande pascale (Maïmonide, prescription positive n⁰ 56, lois sur l’offrande pascale 8:2 & lois sur le levain 7:12 ; voir cependant Eliezer de Metz, Sefer Yereim 94, qui en fait une prescription indépendante)
L’amertume en question étant due à l’obligation de fournir un quota de pierres dans des conditions de plus en plus difficiles, le maror est associé au harosset, un mélange de vin, de figues et de pommes qui figure le mortier et a pour fonction d’atténuer le « poison » de l’herbe amère. 
C’est pour contrevenir à ces lacunes que la Mishna indique les légumes convenables pour s’acquitter de cette prescription : ḥazeret, ʿûlšin, tamḫaʾ, ḥarḥaḇina, mârôr, « humides ou secs mais ni marinés, ni détrempés, ni cuits » (Mishna Pessa’him 2:6). En réalité, comme l’indique le Talmud de Babylone Pessa’him 39a, les sages n’ont pu trancher si les merorim qualifient un ensemble d’herbes ou se rapportent à un type particulier  
Toutefois, la signification précise de ces termes hautement spécialisés se perd rapidement, d’où le besoin des Talmuds de proposer des termes équivalents en araméen ou en grec puis des commentateurs qui en font de même en français, arabe ou autres langues des pays où les Juifs se sont dispersés, créant de la sorte diverses traditions. 

### Caractérisation desmerorim

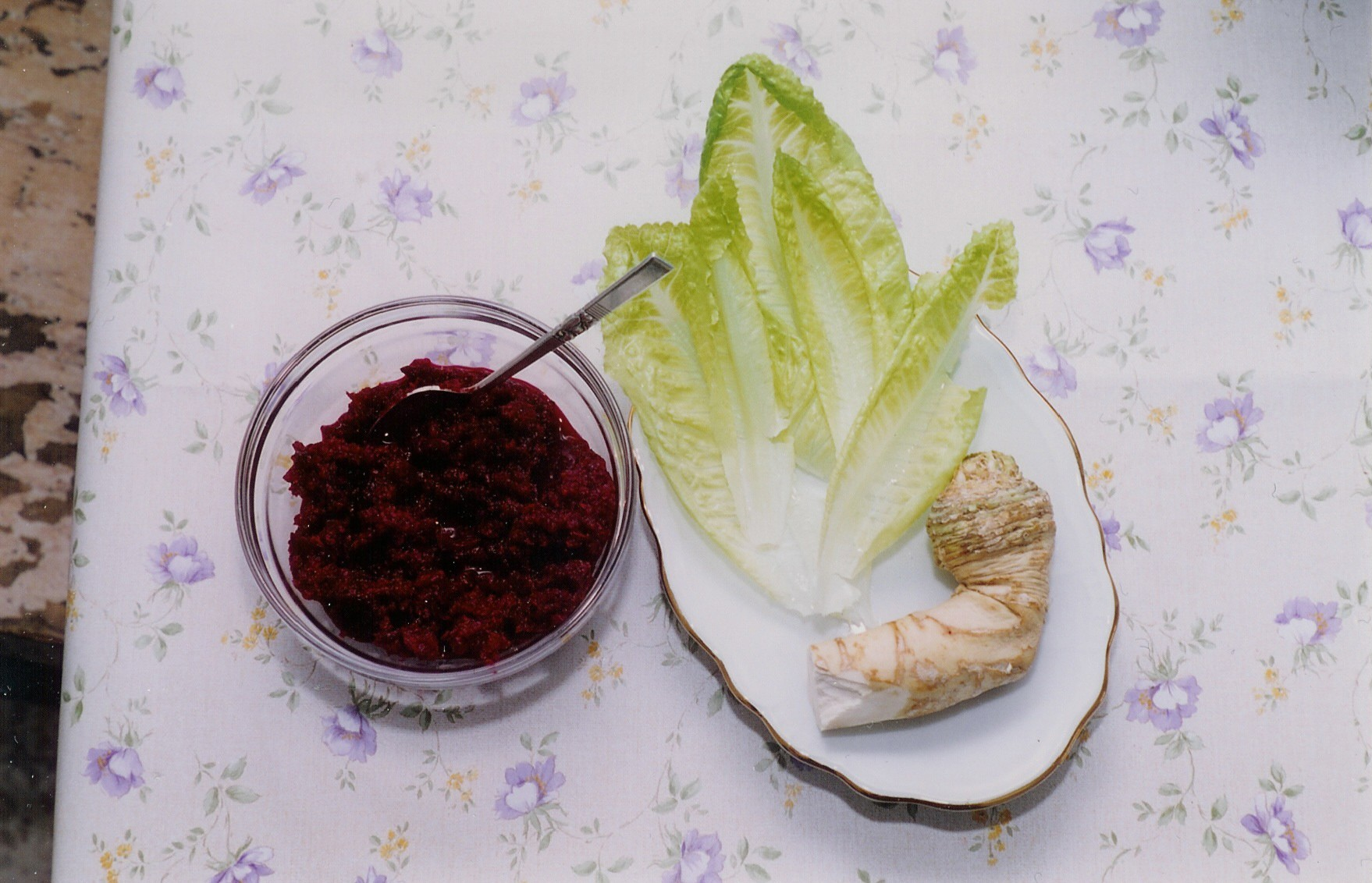
Trois types de maror en usage dans la tradition ashkénaze — de gauche à droite: hreïn (raifort râpé) mélangé à des betteraves cuites et du sucre, endive et raifort en racine

La ’hazeret est unanimement identifiée à la ’hassa (laitue), c’est-à-dire la laitue scariole selon la Tosefta Pessa’him 2:21 mais la laitue cultivée selon le Talmud de Jérusalem Pessa’him 2:5. Celui-ci la considère en outre comme l’herbe de choix pour remplir la prescription bien que sa racine soit douce, car elle devient amère avec le temps, de même que l’esclavage en Égypte ne s’est révélé dans toute son amertume qu’au bout d’une période prolongée. Cette tradition était connue du traducteur de la Bible en latin, qui rend le merorim d’Exode 12:8 par lactuca agrestis. 
Les oulshin, appelés hindyḇi dans le Talmud de Babylone Pessa’him 39a, ont été identifiés pour cette raison à la chicorée sauvage (Cichorium intybus) que Rachi connaît aussi sous le nom de crespele, bien que le même texte précise que la chicorée domestique fait elle aussi l’affaire. Certaines autorités rhénanes, partant de la glose de Rachi, ont considéré comme olesh le cerfeuil sauvage, bien que le rabbin Jacob Möllin l’interdise au motif qu’il ne peut être trempé dans le harosset.
Le tamkha est appelé dans le Talmud de Jérusalem loc. cit. du nom grec de gingidion, lequel serait une variété de carotte sauvage selon Dioscoride mais Rachi l’identifie au marrube blanc, et Maïmonide à « un type d’oulshin qui pousse dans les jardins », citant dans ses écrits médicaux le saris, nom arabe de la chicorée sauvage. Le rabbin italien Ovadia di Bertinoro qui semble le confondre avec un autre article de la liste, écrit qu’il s’agit d’une « herbe poussant autour des palmiers » mais son collègue bohémien Yom-Tov Lipman Heller rejette catégoriquement cette possibilité, énonçant que « nous avons l’habitude d’identifier le tamkha à ce qu’on appelle en vernaculaire le qreyn, » c’est-à-dire le raifort dont il signale l’usage étendu (Tossefot Yom Tov s.v. oubētamkha). Ce dernier, aussi populaire dans les recettes slaves qu’inconnu des Juifs à l’époque de la Mishna, est mentionné pour la première fois à titre d’herbe amère au XIVe siècle et s’est si bien répandu dans la cuisine ashkénaze — en dépit des controverses qu’il a suscités — que l’hébreu moderne l’a consacré ’hazeret, bien que l’académie de la langue hébraïque tente de faire passer le néologisme ḥarip̄it (« piquante »).
Les ’har’harvinin sont d’identification encore plus malaisée : le Talmud de Jérusalem donne yeśi ḥali tandis que celui de Babylone porte ʾaṣaḇtaʾ dediklaʾ ; commentant ce dernier terme, Rachi propose comme équivalent champenois la vidile, c’est-à-dire vrille — il s’agirait alors, sur la base de ce commentaire, du liseron des haies. Maïmonide rapporte pour sa part l’identification opérée par le rabbin Isaac de Fès de la ’har’harvina à l’alqarṣinâ. Le  botaniste andalou Abu al-Abbas al-Nabati qui s’était rendu en Palestine et dont les écrits étaient connus des Juifs, identifie l’alqarṣʿanâ ʾal zarqaʾ à l’Eryngium creticum, connu en hébreu moderne comme ’har’harvina ke’houla — comme la laitue, l’herbe est consommée jeune car ses feuilles deviennent rapidement épineuses et par conséquent immangeables, ce qui a mené certains rabbins à remettre cette identification en cause ; cependant, un médecin du xiiie siècle concourt à cette hypothèse lorsqu’il surnomme cette plante « épine de Judée » (ʾalšûḫaʾ ʾalyahûdiyaʾ).
Le maror de la Mishna a été identifié par Rachi à l’amerfoil, actuellement grande bardane, tandis que les Juifs du Yemen tiennent par tradition qu’il s’agit du laiteron maraîcher, également utilisé par les Samaritains.

## Lemarordans la loi juive
La racine de raifort, si populaire dans les plats de séder ashkénazes, présente plusieurs problèmes : amalgamé à des betteraves cuites et du sucre, il contrevient à la sentence de la Table Dressée (Choukhan Aroukh Orah Hayyim 473:5) mais sa consommation à l’état pur dans la quantité requise est jugée malsaine.